# Lajos Mecser
Lajos Mecser   (Bükkaranyos, 23 de setembre de 1942) és un atleta hongarès, especialista en curses de fons, que va competir durant les dècades de 1960 i 1970.
El 1964 va prendre part en els Jocs Olímpics d'Estiu de Tòquio, on quedà eliminat en sèries en la cursa dels 5.000 metres del programa d'atletisme. Quatre anys més tard, als Jocs de Ciutat de Mèxic, disputà dues proves del programa d'atletisme. Fou 22è en els 10.000 metres, mentre abandonà en la marató.
En el seu palmarès destaca una medalla de plata al Campionat d'Europa d'atletisme de 1966 en els 10.000 metres, rere Jürgen Haase ; i una de bronze al Campionat d'Europa en pista coberta de 1967 en els 3.000 metres. A nivell nacional guanyà 20 campionats hongaresos: quatre en els 5.000 metres (1964, 1966, 1968, 1970), cinc en els 10.000 metres (1964, 1965, 1966, 1970, 1971) i 11 en cros (1964 a 1971 i de 1973 a 1975).

## Millors marques
- 5.000 metres. 13' 29.2" (1968)
- 10.000 metres. 28' 27.0" (1966)[4][1]